# Matteo Ricci
Matteo Ricci (izg.: matéo riči), tudi Matej Ricci; latinsko Mattheus Riccius Maceratensis; kitajščina: Li Ma Dou, tudi Li Madou oziroma Li Ma Tou, tradicionalna kitajščina: 利瑪竇), je bil italijanski jezuit, duhovnik, misijonar, akademik in raziskovalec * 6. oktober 1552, Macerata (Papeška država, danes: Italija), † 11. maj 1610, Peking, Kitajska (tedaj Mingova vladarska hiša).

## Predstavitev
Ricci je bil eden od glavnih utemeljitev jezuitskih kitajskih misijonov. 1602 je sestavil Kunyu Wanguo Quantu, svetovni zemljevid s kitajskimi črkami na zahtevo cesarja Wanlija kot prvi znani kitajski zemljevid sveta v slogu evropskih zemljevidov.
V Katoliški Cerkvi uživa naslov Častitljivi Božji služabnik
Ricci je prispel v portugalsko naselbino Macao leta 1582, kjer je začel misijonariti na Kitajskem. Postal je prvi Evropejec, ki je vstopil v Prepovedano mesto Peking leta 1601, na povabilo cesarja Wanlija, da bi dal svoj prispevek k zvezdoznanstvu in ureditvi kitajskega koledarja ter cesarskega rodovnika. Pokristjanil je veliko odličnih kitajskih veljakov. S kitajskimi vedeži je sodeloval z Xu Guangqijem pri prevajanju Evklidovih prvin v kitajščino, kot tudi pri prevajanju Konfucijevih spisov v latinščino – prvič v zgodovini.

## Življenjepis

### Poreklo, mladost in šolanje
Ricci se je rodil 6. oktobra 1552 v Macerati v Papeški državi; danes to mestece spada v italijansko deželo Marke.
Njegov oče Giovanni Battista je bil potomec starodavne družine izhajajoče iz 13. stoletja in je opravljal poklic lekarnarja, kakor tudi mestnega upravnika tako v cerkvenih zveznih državicah kot tudi v drugih italijanskih državicah. Mati Giovanna Angiolelli je bila plemenita gospa, ki se je vsa posvetila skrbi za družino. Matej je bil najverjetneje prvorojenec med osmimi brati in štirimi sestrami.
Klasične predmete je študiral v domačem kraju pod vodstvom duhovnika Bencivegnija, dokler ni le-ta vstopil k jezuitom.

#### Poklic
1568 je na očetovo povabilo kot šestnajstletnik študije nadaljeval na Rimski univerzi La Sapienza, kjer je doktorilal iz obojnega prava.
15. avgusta 1571 je Matej zaprosil za vstop k jezuitom pri cerkvi S. Andrea al Quirinale in je pred patrom Natalom podpisal še danes obstoječo listino, v kateri se obvezuje na izpolnjevanje pravil in pokorščino predstojnikom. Ko je njegov oče za to zvedel, se je podal na pot v Rim, da bi to preprečil. Komaj pa je prispel do osemnajst kilometrov oddaljenega Tolentina, ga je spopadla silovita mrzlica, ki si jo je razlagal kot znak Božje volje, da naj ne nasprotuje sinovi poklicanosti. Tako je lahko Matej v miru končal noviciat in 25. maja 1572 napravil (začasne) zaobljube v Rimu.
Nadaljeval je študije na jezuitskem vseučilišču Collegio Romano. Bil je silno vedoželjen in je poleg modroslovja ter bogoslovja študiral še matematiko, kozmologijo in zvezdoznanstvo pod vodstvom znamenitega zvezdoslovca Claviusa, dogmatiko pa mu je predaval sveti Robert Bellarmino.

## Kitajski misijoni

#### Plovba v misijone
1577 se je pridružil misijonski odpravi na Daljni vzhod; odpluvši iz portugalske Lizbone marca 1578, je prispel v portugalsko kolonijo Goo naslednjega septembra. Tam je učil in opravljal druge službe do posta 1582, ko so ga poslali v Macao kot pripravo za vstop na Kitajsko. V Makav je prispel v začetku avgusta.

#### ”V nevarnostih na morju”[7]
Potovanja so takrat predstavljala nepredstavljive nevarnosti. Ker so Indijski (Goa)  in Kitajski misijoni (Makav) spadali pod portugalsko pristojnost, je skupaj s svojimi tovariši 18. maja 1577 iz Rima moral Matej najprej potovati v Lizbono, kamor je prispel julija. Ladja pa je plula na Daljni vzhod le enkrat letno. Do takrat se je učil v Coimbri teologije in portugalščine, ki jo je obvladal celo bolj kot materinščino. 24. marca 1578 je torej s štirinajstimi tovariši odpotoval z ladjo „São Aloysius”, ki pa jo je nevihta odgnala skoraj do brazilske obale. Pri Rtu dobrega upanja se je ta ladja nato skoraj potopila; v Goo so vendarle srečno prispeli 13. septembra 1578.
Nevarnosti pa še zdaleč ni bilo konec. Vsakdanje soočanje s smrtjo in težnja po mučeništvu sta bila temeljna dejavnika Riccijeve človeške in duhovne izkušnje, vse od njegovega odhoda iz Lizbone spomladi 1578 do njegove smrti spomladi 1610. Kdor je takrat plul z jadrnico v Indijo, je vedel, da zaradi nevarnosti na morju, napadov morskih roparjev in pogostih kužnih bolezni obstaja možnost, da le polovica potnikov pride živa do cilja.
Takoj ko je prišel v Indijo, je Ricci dolgo bolehal za mrzlico; med potovanjem v Makav je znova zbolel in je mislil, da bo umrl. Čakale so ga nove preizkušnje: v Shaozhou sta zaradi malarije umrla dva njegova sobrata; na poti v Peking se mu je na reki Gan razbil čoln in je umrl mladi kitajski tolmač. Ko je končno prispel do Nankinga, so ga 1595 nasilno izgnali nazaj v Makav. Moral se je torej soočati z vsakodnevnimi nevarnostmi na rekah, sumničenji, ovadbami, zapori. Tako je nekoči zapisal: "Stalno zremo smrti v oči.«

### Na Kitajskem
Macau je bila v tistih časih portugalska trgovska postojanka na Južnokitajskem morju. Takrat je bila krščanska misijonska dejavnost na Kitajskem skoraj popolnoma omejena na Makav, kjer so nekateri kitajski domačini sprejeli krščanstvo. Kristjanom in sploh Evropejcem je bil pod smrtno kaznijo prepovedan vstop na celinsko Kitajsko. Noben krščanski misijonar se zato ni niti poskušal resno učiti kitajščine vse do leta 1579 (tri leta pred Riccijevim prihodom), ko je Valignano izrecno povabil Ruggierija iz Portugalske Indije na študij kitajščine kot pripravo na jezuitsko odpravo na Celinsko Kitajsko.

#### Nenavadne sanje
Sanje konec junija 1595, ki jih Ricci v svojih delih dvakrat omenja, so prelomnica med prvo stopnjo njegovega bivanja na Kitajskem, za katero je značilen zunanji videz budističnega bonca, in drugo, med katero je Matej prevzemal videz konfucijevskega učenjaka. Sanjalo se mu je na ladji, ki je plula v Nanchang, kjer bo doživel najhujše zavračanje.
Sanjal je neznanega moškega, ki se mu je bližal in mu razkrival svojo skrivnost: staro kitajsko vero želi nadomestil s krščanstvom. Moški se je razodel kot Bog, na kar je Matej bridko zajokal, ker mu pri tem ne pomaga ter dobil v odgovor: "Pomagal ti bom na cesarskem dvoru." Podobno je ustanovnik v svojih sanjah v La Storti pripisoval Bogu besede: "Pomagal ti bom v Rimu". Na ta način postavlja Ricci utemeljitev Kitajskih misijonov in Družbe Jezusove na isto raven, na isti temelj.

#### Temeljit načrt
Ustanovitelj jezuitov sveti Ignacij je napravil velikopotezen in drzen načrt, da bi s svojo urejeno redovniško "vojsko" za Kristusa osvojil vesoljni svet. To zamisel so si vzeli za svojo tudi njegovi duhovni sinovi. Matej si je zadevo zamislil izredno temeljito in velikopotezno in sicer: 
1. prek prilagajanja in znanstvenega delovanja si pridobiti naklonjenost vladajočega razreda mandarinov;
2. ko bodo pokristjanjeni ministri, bo sprejel krščanstvo cesar;
3. krščanskemu cesarju pa bo v katolištvo sledilo vse kitajsko ljudstvo.

Tukaj, v Makavu, se je dal Matej na študij kitajščine in običajev. To je bil torej začetek izvajanja tistega dolgoročnega načrta, ki je napravil njega, vsestransko razgledanega zahodnega vedeža, za uglednega strokovnjaka kitajske vede, pisave in književnosti. Z Ruggierijem je potoval do knežjega mesta Guangdonga, do Kantona (tedaj Guangzhou) in do Zhaoqinga, kjer je tedaj stoloval podkralj, ki jima je dovolil ustanovitev prve stalne jezuitske postojanke zunaj Makava.

#### Prvi kitajsko-evropski zemljevid
1583 sta se naselila v Zhaoqingu na povabilo upravnika Wang Pana, ki je slišal za Riccijevo izvedenost v matematiki in zemljepisju in sta tam bivala do 1589, ko ju je izgnal novi podkralj. 1584 je Ricci tukaj sestavil prvi kitajski zemljevid v evropskem slogu, imenovan "Da Ying Quan Tu" (tj. "Celoten zemljevid velikega sveta"; kitajsko: 大瀛全圖; dob.: '"Complete Map of the Great World"'). Ta zemljevid se najbrže ni ohranil; je pa ohranjen, znan in razširjen popolnejši svetovni zemljevid Kunyu Wanguo Quantu iz 1602, ki se je ohranil v šestih pretiskih na rižovem papirju.

#### Prvi evropsko-kitajskibesednjak
Zdaj je v Zhaoqingu spominska plošča glede na Riccijevo šestletno tamkajšnje bivanje, kakor tudi "Riccijevo spominsko središče" v stavbi iz šestdesetih let 19. stoletja.
Menijo, da sta Ricci in Ruggieri v času, ko sta bila v Zhaoqingu, sestavila portugalsko-kitajski slovar, prvi v katerem koli evropskem jeziku, za katerega sta razvila sistem za prepis kitajskih besed v latinico. Rokopis je bil založen v arhivu Družbe Jezusove v Rimu, ponovno odkrit 1934 in objavljen šele leta 2001.
Izgnan iz Zhaoqinga leta 1588 je Ricci dobil dovoljenje, da se preseli v Shaoguan na severu dežele in tam ponovno vzpostavi svojo postojanko.
Ricci je 1595 dosegel Nanking (Mingovo južno prestolnico) in Nanchang. Avgusta 1597 ga je njegov predstojnik Valignano (1539–1606) imenoval za vrhovnega predstojnika jezuitskih misijonov na Kitajskem z nazivom in pooblastili provincijala, kar je opravljal vse do svoje smrti.
Do glavnega mesta Pekinga je prispel 7. septembra 1598. Pozimi 1598 je Ricci s pomočjo svojega jezuitskega tovariša Cattanea sestavil še kitajsko-portugalski slovar, ki pa velja za izgubljenega; v njem so bili v latinici označene toni v kitajskih zlogih.

#### Vseved na cesarskem dvoru
Leta 1601 je cesar Wanli povabil Riccija za svetovalca cesarskega dvora kot prvega Zahodnjaka, ki je bil povabljen v Prepovedano mesto. Ta čast je bila v priznanje Riccijevim znanstvenim dosežkom in sposobnostim, predvsem njegovim napovedim sončnih mrkov, ki so bili pomembni dogodki v tedanjem kitajskem svetu.
Postavil je Stolnico Brezmadežnega spočetja v Pekingu kot najstarejšo katoliško cerkev na Kitajskem. Že prej je spoznal kitajski način življenja in se je hotel v vsem prilagoditi učenjakom in modrecem: ne le v hrani, ampak tudi v oblačenju: popolnoma je prevzel njihove običaje. Ni več jedel z žlico, ampak s palčkami. Zgodilo se je, da leta in leta ni srečal rojaka in prav tako skozi to razdobje ni pil vina - razen pri maši. Stalno se je učil iz zakladnice stare kitajske učenosti, pa tudi on je Kitajce učil znanja, ki ga je prenesel z Zahoda. Tako so kitajski učenjaki na podlagi njegovih informacij ocenili svoje dosežke. Iz Pekinga je vodil štiri misijonske postojanke. Prevajal je krščanska besedila v kitajščino; svoje znanje o vzhodnem svetu pa je posredoval v Evropo.

#### Kako si je pridobil zaupanjeKitajcev?
Največja ovira za sprejem krščanstva je bil pri Kitajcih ponos na njihovo lastno znanje - kar jih je vodilo do zaničevanja drugih. Poznali so svojo starodavno in slavno zgodovino, pa tudi nekatere dosežke, ki jih je Zahod dobil od njih, kot je smodnik, svila... Da bi to večvrednostno samozavest odpravili, so jezuiti dali Kitajcem čutiti, da so v znanosti daleč pred njimi, saj je evropski novi vek bil doba mnogih raziskav in odkritij. Med tedanjimi jezuitskimi duhovniki Matteo Ricci še posebej izstopa predvsem kot matematik.
1. Popolnoma si je prisvojil jezik, vedenje in običaje Kitajcev, oblečen kot učenjak. Zaradi Kitajcev je nosil kapo s cofom, jedel namesto z žlico s palčkami in se oblačil v svilene halje.
2. S svojim znanjem in sposobnostmi je naredil velik vtis, saj so Kitajci izredno cenili matematiko, zvezdoznastvo in mehaniko. Izdeloval je ure, narisal zemljevid sveta, napisal kitajski katekizem; vstop v cesarsko palačo je znal doseči z umetniškimi darili, njegov zemljevid je bil postavljen na steno cesarske palače, čeprav so bili nanjo pritrjeni krščanski izreki in simboli. Knjige o matematiki je tudi opremil s krščanskimi mislimi. Poznal je tudi Konfucijev nauk. Cesarju je podaril stolpno uro z osupljivim mehanizmom, astronomske instrumente, bogate in razkošne obleke ter čudovite slike.
3. Posledica tega je bila, da so ga na splošno - zlasti pa na dvoru - upoštevali, ljubili in spoštovali; nič čudnega, saj je bil v stiku z ljudmi in nastopu izredno blag, strpen in preprost. Mandarini so prehajali v krščanstvo, cesarski knezi in princese pa so se odkrito in trdno postavljali na stran krščanstva. Najvišji državni veljaki so se dajali krstiti in ko je oče Ricci umrl (1610), je dobil časten grob v nekem templju na Džalanskem pokopališču.[18]

## Smrt in spomin

### Smrt in pogreb
Ricci je umrl 11. maja 1610 v Beijingu od izčrpanosti, sorazmerno mlad, star 57 let. Po zakonu dinastije Ming so morali tujce, ki so umrli na Kitajskem, pokopavati v portugalski koloniji Macau. Španski jezuit Diego de Pantoja je vložil na cesarski dvor posebno prošnjo, da bi Riccija glede na zasluge, ki jih je vsestransko prispeval k napredku in razvoju Kitajske, pokopali v Beijingu. Cesar Wanli je ugodil zahtevi in v ta namen določil budistični hram. Oktobra 1610 so Riccijeve ostanke prenesli tja.
Tam so še danes pokopani Ferdinand Verbiest, Adam Schall in drugi misijonarji. Pokopališče Žalan se danes nahaja na upravnem območju Beijinga v okrožju Xicheng.

#### Riccijev grob skozizgodovino
Usoda Riccijevega groba nekako ponazarja usodo krščanstva med Kitajci. V središču Pekinga, glavnega mesta Kitajske, na dvorišču nekdanje Šole komunistične partije, leži prvo krščansko pokopališče na Kitajskem, imenovano Žalan ali Džalan (Zhalan). Prva grobnica, zgrajena za tujca, je bila ravno tista za Mateja Riccija. Pred letom 1610 so morali vse umrle tujce odpeljavati na pokop v Macau. Na Žalansko pokopališče pa so skozi njegovo burno zgodovino večkrat vdirali, ga razdirali, pustošili in uničevali.
Med Mao Cetungovo kulturno revolucijo je bil skupaj z mnogimi starodavnimi sto in tisočletnimi predragocenimi ustanovami, stavbami in predmeti tudi Žalan obsojen na uničenje. Skupaj z Riccijem so tam bili pokopani tudi jezuitski misijonarji Schall, Verbiest in drugi, med katerimi je tudi Slovenec Hallerstein. Svetovna občila so takrat poročala, da je bil skupaj z drugimi uničen tudi Riccijev grob. Kaj se je pa v resnici godilo, je prišlo na dan šele mnogo let pozneje. Nekaj zaljubljencem v starožitnosti se je posrečilo nemogoče.
| The Cultural Revolution (1966-1976) | Kulturna revolucija (1966-1976) |
| --- | --- |
| Zealous Red Guards descended on foreign cemeteries with a special vengeance. From August to October 1966, Red Guards forced priests, brothers and Sisters to smash tombstones in these three cemeteries to pieces and to empty out the receptacles of all their remains. These pieces of stones were then given to peasants for building purposes. The remains were simply scattered. Today, nothing but a large field remains of these three cemeteries where more than 800 Catholics had once been laid to rest. In August 1966 when the Red Guards descended upon Zhalan Cemetery itself, the tombs of Matteo Ricci, Adam Schall and Ferdinand Verbiest were relics protected by Beijing's Cultural Relics Bureau. The Red Guards ordered the Principal of the Party School to totally demolish the cultural relics within three days. The frightened principal went to the City Party Committee and the Religious Affairs Bureau. Nothing could be done. No one had power over the Red Guards. When the Red Guards returned three days later and saw that the steles were still standing, they demanded to know why their orders had not been obeyed. "We were waiting for you to help us," the custodian replied. "Let's dig a hole and bury the stones, and tell them never to come up again. Okay?" Strangely enough, the students agreed to this ruse. They dug three large pits and carefully lowered the steles and covered them with dirt. In this way, the steles of Ricci, Schall and Verbiest had been preserved. | Vneti rdeči gardisti so se s posebno maščevalnostjo spravljali nad tuja grobišča. Rdeče garde so od avgusta do oktobra 1966 silile katoliške duhovnike, redovne brate in usmiljene sestre, da so nagrobnike na pekinških katoliških pokopališčih razbijali na koščke in izpraznjevali posode z vsemi njihovimi ostanki. Te koščke kamnov so nato kmetom dajali v gradbene namene, ostanke pa raztresali vsepovsod. Danes od teh treh pokopališč, kjer je nekoč ležalo pokopanih več kot 800 katoličanov, ni ostalo nič drugega kot veliko polje. Avgusta 1966, ko so se Rdeče garde spravile nad pokopališče Žalan, je grobnice Mattea Riccija, Adama Schalla in Ferdinanda Verbiesta Pekinški urad za kulturno dediščino stavil pod posebno spomeniško varstvo. Rdeča garda je ravnatelju partijske šole kljub temu ukazala, naj v treh dneh popolnoma poruši "mračnjaške" kulturne ostanke. Prestrašeni ravnatelj je odšel v strankin mestni odbor in na urad za verske zadeve, a ni dosegel ničesar, saj nihče ni imel moči nad rdečo gardo. Ko so se oni tri dni kasneje vrnili in videli, da spomeniki še vedno stojijo, so zahtevali pojasnilo, zakaj niso bili upoštevani njihovi ukazi. "Čakali smo, da nam pomagate," je odgovoril skrbnik. "Izkopljimo luknjo in vanjo pokopljimo kamne ter jim zapovejmo, da naj nikoli več ne pridejo gor. Prav?" Čudno, da so se študentje strinjali s to zvijačo. Izkopali so tri velike jame in previdno spustili spomenike ter jih prekrili z umazanijo. Na ta način so se spomeniki Riccija, Schalla in Verbiesta ohranili. |

### Ocena

#### Priznanjekrščanstva
Jezuiti na splošno po svetu, na Kitajskem pa - seveda ne le on - zlasti Ricci, so uspešno širili krščanstvo prav zaradi svoje prilagojevalne metode. Z njo so strli tudi tako trd oreh, kot je bila ne le glede katoličanstva, ampak tudi glede odnosa do Zahodnjakov - vase zaprta in zagledana v svojo veličino kitajska miselnost. Ko je uspelo prvim redovnikom priti v "Osrednje cesarstvo", niso nameravali samo učiti, ampak so se hoteli tudi oni učiti. Na ta način so se ljudstvu približali in je lažje sprejelo - prek razlaganja najnovejših  evropskih znanstvenih dosežkov - tudi njihovo podajanje verske vsebine.
Do konca sedemnajstega stoletja so jezuitje spreobrnili veliko domačinov. Po drugi strani pa so bili navdušeni nad znanjem in bistroumnostjo konfucijanske učenjaške elite večinskih Kitajcev in so se prilagodili njihovemu starodavnemu miselnemu in življenjskemu slogu.
V znamenje priznanja za Riccijevo prilagajanje kitajski omiki in njegove, kakor tudi zasluge njegovih redovnih sobratov, je leta 1692 cesar Kangži izdal tolerančni edikt glede svobodnega izpovedovanja krščanstva (kitajsko: 容敎令 ali kitajsko: 正敎奉傳).
Evropejci so zelo miroljubni; v deželah ne vznemirjajo in ne motijo, nikomur ne škodujejo, ne delajo nobenih hudodelstev in njihovo učenje nima nič skupnega z lažnimi ločinami v cesarstvu, niti se ne nagibajo k spodbujanju upora... Odločili smo torej, da je treba ohraniti vse cerkve, posvečene nebeškemu Gospodarju, ne glede na to, kje se nahajajo, in omogočiti vsem, ki želijo častiti tega Boga, vstop v te cerkve, darovanje kadila in opravljanje obredov, ki jih po starodavnih navadah izvajajo kristjani. Zato naj jim odslej nihče več ne nasprotuje.
Ta odlok je povzdignil krščanstvo na Kitajskem na isto raven z budizmom in daoizmom. Za tako ugodnost ima največ zaslug Ricci in njegovo prilagajanje kitajski omiki, kakor tudi delovanje njegovih sodelavcev in naslednikov z isto metodo.

#### Riccijev (ne)uspeh
| Matteo Ricci, un gesuita a Pechino | Matej Ricci, jezuit v Pekingu |
| --- | --- |
| Quando nel 1582 Matteo arriva a Macao, ha 30 anni, è vestito da bonzo, ha il capo rasato ed è accompagnato dal confratello Michele Ruggeri. Macao però resta a lungo la sua meta finale a causa dell’interdizione della Cina agli stranieri: Ricci e il confratello non si scoraggiano e si dedicano per oltre dieci anni all’apprendimento della lingua e degli usi cinesi. Nel 1598 tenta ancora di raggiungere Pechino, ma deve rientrare subito a Nanchino dove rimane fino al 1601. «Confrontando il cristianesimo con le tradizioni del confucianesimo Matteo comprende che il popolo cinese ha una grandissima tradizione secolare, che è geloso della sua cultura, lingua, tradizioni. Il gesuita non si pone mai in un atteggiamento di conquista culturale o religiosa». Anzi: cresce e si rafforza in lui il legame con la classe colta e con le schiere governative cinesi, tanto che proprio grazie al rispetto di cui gode, viene raccomandato finalmente nel 1601 per il suo ingresso a Pechino, capitale del “Regno di Mezzo”, alla Corte Imperiale di Wanli. Convocato dal governatore di Zhaoqing si presenta insieme al suo compagno come un religioso al servizio di «Iddio Signore del Cielo, venuto dalla ultime parti dell’Occidente» per poter fare «una casetta e una chiesuola» dove stare sino alla morte. E così gli viene concesso di fondare una chiesa (sostenuta a spese dell’erario) ma la sua fama di intellettuale è quasi più forte di quella di teologo, e viene introdotto nella cerchia dei più importanti funzionari imperiali. Si può ritenere che Matteo Ricci si limitasse intenzionalmente nell’esporre tutti i misteri della fede cristiana, come lui stesso scrive in una lettera del 1596: aveva adottato questa condotta limitandosi a esporre i dogmi fondamentali, o una sorta di “credo minimo”, per favorire quanto più possibile la percezione di una sostanziale identità di vedute riguardo al principio di tutte le cose. Le principali novità introdotte riguardo all’idea di Dio insegnate da Ricci, riguardavano la creazione del mondo, l’immortalità dell’anima e il giudizio finale. La sua prima opera in cinese è “Il trattato sull’amicizia”, nel quale sono raccolti i detti più famosi della letteratura classica occidentale. Questo concentrato di sapienza sull’amicizia impressionò molto i cinesi e ruppe chiusure e pregiudizi nei confronti degli stranieri. Ma la missione evangelica di Ricci non poteva di certo esaurirsi con la sociologia: «non si parla del motivo per cui Ricci ha fatto tutto questo: l’amore cristiano verso il popolo cinese, il desiderio che esso conoscesse la persona del Salvatore». Solo negli ultimi anni, rari studiosi dell’Accademia delle Scienze di Pechino mostrano il sottofondo religioso come la ragione ultima di tutto l’impegno di Matteo Ricci a favore della Cina: «Grazie a Ricci vi è il tentativo di mostrare il cristianesimo come il compimento della religiosità cinese e la morale cristiana come il perfezionamento della morale “confuciana”». La presenza dei Gesuiti e il benvolere degli imperatori porterà la comunità cristiana di Pechino fino a oltre 100-mila fedeli nel corso del XVIII secolo. Quando Li Ma Dou, così veniva chiamato Ricci in Cina, muore, l’11 maggio 1610, c’erano già tremila convertiti in Cina numero che sale a 200-mila il secolo successivo. Non tutti però ebbero la sua pazienza: «dopo la morte di Matteo Ricci la sua strategia venne contestata e poi abbandonata: i pontefici condannarono più volte i riti cinesi, di fatto sconfessando l’opera di Matteo Ricci. Dopo accadde che «l’ incomprensione del metodo di “inculturazione” usato dai Gesuiti portò alla proibizione ai cristiani di partecipare ai riti in onore dei defunti e di Confucio. Ma nel frattempo l‘imperatore Chunxi aveva espulso i missionari dalla Cina (1724), chiudendo le porte di quel mondo non solo alla Chiesa, ma all’Occidente intero. Un atteggiamento che aiuta a capire come mai Matteo Ricci sia quasi più conosciuto in Cina che in Europa (Italia compresa), al punto che, «per vedere riconosciuta la gloria del gesuita dobbiamo andare nel Millennium Museum di Pechino dentro il monumento celebrativo di uno Stato socialista e ateo». | Ko je Matej leta 1582 prispel v Makav, je imel 30 let; oblečen kot bonec si je obril glavo, a spremljal ga je brat Mihael Ruggeri. Makav pa zaradi kitajske prepovedi vstopa tujcem ostaja še dolgo njegovo končno določišče: Riccija in njegovega tovariša to ni obrezhrabrilo, ampak ju je še spodbudilo, da sta se več kot deset let posvetila učenju kitajskega jezika in običajev. Leta 1598 je ponovno poskušal priti do Pekinga, vendar se je moral takoj vrniti v Nanking, kjer je ostal do 1601. "Primerjaje krščanstvo s tradicijami konfucijanstva Matej dojame, da ima kitajsko ljudstvo veliko posvetno izročilo, in da je ljubosumno na svojo omiko, jezik, izročila; zato se ni nikoli postavil v položaj kulturnega ali verskega osvajanja". Nasprotno: vez z omikanim razredom in s kitajskimi vladnimi uradniki raste in se krepi toliko, da so ga prav zaradi spoštovanja, ki ga uživa, leta 1601 končno priporočili za vstop v Peking, prestolnico "Osrednjega kraljestva", na Vanlijev cesarski dvor. Ko ga pokliče upravnik Žaočinga, se predstavi skupaj s svojim tovarišem kot redovnik v službi "Boga gospoda nebes, ki je prišel iz skrajnih delov Zahoda", da bi lahko naredil "eno hišico in eno cerkvico", kjer bi lahko ostal vse do smrti. Tako so mu dovolili postaviti cerkev (katere stroške je krila državna blagajna). Njegov ugled kot učenjaka pa je skoraj močnejši kot bogoslovca. Tako ga vpeljejo v krog najpomembnejših cesarskih uslužbencev. Domnevamo, da se je Matteo Ricci namenoma omejil pri razkrivanju skrivnosti krščanske vere, kot je sam zapisal v pismu iz leta 1596: to vedenje je sprejel tako, da se je omejil na izpostavljanje le temeljnih dogem ali nekakšen "minimum veroizpovedi", da bi čim bolj spodbudil zaznavanje, da se izhodiščna stališča glede načelnih verskih resnic ujemajo. Glavne novosti v zvezi z Božjo zamislijo, ki jo je učil Ricci, so se nanašale na ustvarjanje sveta, neumrljivost duše in poslednjo sodbo. Njegovo prvo delo v kitajščini je "Razprava o prijateljstvu", v kateri so zbrani najbolj znani izreki klasične zahodne književnosti. Ta modrostna zbirka o prijateljstvu je močno navdušila Kitajce in razbila odbojnosti in predsodke do tujcev. Toda Riccijevega oznanjevalnega poslanstva nikakor ni moglo izčrpati družboslovje: "Ni dvoma glede razloga, zakaj je Ricci delal vse to: vodila ga je krščanska ljubezen do Kitajcev; želja po tem, da bi spoznali Odrešenikovo osebo". Šele v zadnjih letih redki učenjaki Pekinške akademije znanosti kažejo na to, da je bilo versko ozadje glavni razlog vsezavezanosti Mateja Riccija Kitajski: Zahvaljujoč Ricciju poskušamo krščanstvo prikazati kot izpolnitev kitajske vernosti, a krščansko nravnost kot izpopolnitev "konfucijanske" morale. Prisotnost jezuitov in naklonjenost cesarjev bo v 18. stoletju krščansko skupnost v Pekingu pripeljala do več kot 100.000 vernikov. Ko je 11. maja 1610 Li Ma Dou, kot so na Kitajskem imenovali Riccija, umrl, je bilo na Kitajskem že tri tisoč spreobrnjencev; v naslednjem stoletju je število narastlo na 200.000. Niso pa vsi imeli Riccijeve strpnosti: "Po smrti Mateja Riccija so njegov pristop izpodbijali in nato opustili. Papeži so večkrat obsodili kitajske obrede in dejansko zavrnili delo Mateja Riccija. Kasneje se je zgodilo, da je nerazumevanje metode inkulturacije, ki so jo uporabljali jezuiti, privedlo do prepovedi, da se kristjani niso smeli udeleževali obredov v čast mrtvih in Konfucija." Medtem pa je cesar Kangži izgnal misijonarje s Kitajskega (1724) in zaprl vrata tega območja ne le Cerkvi, temveč celotnemu Zahodu. Njegovo stališče nam pomaga razumeti, zakaj je Matteo Ricci na Kitajskem skoraj bolj znan kot v Evropi (vključno z njegovo domovino Italijo), do te mere, da lahko spoznamo, kako slavijo tega jezuita le, če vstopimo v Tisočletni muzej (Millennium Museum) v Pekingu znotraj spominskega memorijala sredi socialistične in brezbožne države». |

#### Temelj za dialog
Ricci je v razpravi s konfucijanstvom iskal skupne točke. Tak način v odnosu do drugih verstev ni neka "novotarija", ampak pomeni starodaven in spoštljiv krščanski način pristopanja k drugim veram in omikam, ki ga je z leti spodrival - zlasti v gorečem zanosu protireformacije oziroma katoliške obnove zoper protestantizem - obrambno-prepirljiv nastop. Cerkveno vodstvo se je balo, da bi iz tega približevanja poganstvu mogel tudi na Vzhodu nastati podoben razdor, kot ga je na Zahodu prinesel Martin Luter. Ne smemo pozabiti, da verska Tridesetletna vojna še ni bila pozabljena in da je bil papež ne le duhovni poglavar katolištva, ampak tudi svetni vladar Papeške države.
Časi so se spremenili: od zoperstavljanja in nasprotovanja je prišlo do spoštovanja in sodelovanja med različnimi krščanskimi skupnostmi, kar je zasluga predvsem Drugega vatikanskega koncila, ki ugotavlja, da se tudi zunaj prave Cerkve nahajajo zrna resnice ne le v ločenih krščanskih skupnostih, ampak tudi med nekristjani:
Karkoli se je kakor po neki skrivni Božji navzočnosti nahajalo resnice ali milosti pri narodih, ozdravlja zlega okuženja in vrača začetniku vsega tega, to je Kristusu, ki uničuje satanovo oblast in odvrača raznovrstno zločinsko zlobo. Karkoli je zasejano dobrega v srcu in duhu ljudi ali v posebnih obredih in omikah raznih narodov, ne le ne uničuje, ampak ozdravlja, povzdiguje in izpopolnjuje v Božjo slavo, v osramočenje hudega duha in v osrečevanje človeka. Tako teži misijonska dejavnost k polnosti ob koncu časov.
Za izhodišče je bila Ricciju podmena, da imajo po svetem pismu vsi ljudje in vsa ljudstva skupne prastarše – Adama in Evo: »Prvi je bil ustvarjen Adam, potem Eva." Potemtakem je v začetku vse človešto imelo eno vero, takoimenovano »praoznanilo«, ki se je deloma ohranila tudi v kitajskem izročilu, katerega najodličnejši predstavnik je ravno modrec Konfucij. Po Riccijevem mnenju z budizmom ni možen dialog, ker da je pokvarjeno in zastranjeno konfucijanstvo; s tem drugim pa je pogovor možen, saj ga lahko uvrščamo med naravno filozofijo, podobno kot Aristotelova misel po Tomažu Akvinskem in njegovi sholastični filozofiji spada v naravno filozofijo in je kot taknša priprave na vero (tj. na krščanstvo). Na tem temelju je možno izkazovati Konfuciju tradicionalno spoštovanje.
Gospodar nebes in dobra dela
Pravi pomen "Gospodarja nebes" ("Tianzhu Shiyi" 天主 實 義) je Riccijevo kitajsko besedilo, ki vsebuje tudi razpravo med konfucijanskim učenjakom in kristjanom o nagibu za delovanje. Za konfucijanstvo je treba dobro dejanje storiti samo zase, brez kakršne koli misli na prihodnjo nagrado. Za krščanstvo pa udejanjajo dobra dejanja zaradi odhoda v nebesa in torej izvira razlog za dobroto iz človeškega odnosa z Bogom; za konfucijanstvo pa k pravilnemu delovanju pripomore tudi izročilo. Ta spis obravnava torej najrazličnejša področja kot so: duša, večno življenje, vzroki, potomci, izročilo, sreča in pravilno vedenje, in ponuja odličen vpogled v srečanje konfucijevstva in krščanstva.
Naravna in klasična teologija ter sumljivi deizem
Jezuitski misijonarji so na Kitajskem - začenši z Riccijem - uporabljali naravno teologijo, ki je bila pa po Morijevem mnenju pod vplivom v Evropi napredujočega deizma. S posvetno razlago te naravne teologije so se tako mogli navezati na konfucijevstvo. Tako je v Kitajskih misijonih skupina francoskih jezuitov predlagala razlago nekaterih likov kitajske konfucijanske klasike kot svetopisemske like.
Riccijevi nasledniki pa so postopoma opuščali njegovo naravno teologijo in začeli zagovarjati pristop, ki temelji na klasični (tj. sholastični, tomistični) teologiji. Deizem je namreč - po njihovem mnenju - prehajal v takratnemu cerkevnemu vodstvu vedno bolj sumljivi liberalizem. Če odmislimo druge razloge, ki jih papež našteva v svoji prepovedi kitajskih obredov in nato razpustitvi Družbe Jezusove, bi bil že to zadosten razlog za papeževo sicer (pre)strogo ukrepanje; le-to pa ni prizadelo le kitajskih, ampak tudi malabarske obrede (krščanski obredi v Indiji).

### Izvirni navedki
1. 1 2 3 4  data.bnf.fr: platforma za odprte podatke — 2011.
2. 1 2 3 4  MacTutor History of Mathematics archive — 1994.
3. 1 2  Hsia R. Dizionario Biografico degli Italiani — 2016. — Vol. 87.
4. 1 2  Baran, Madeleine (16. december 2009). »Historic map coming to Minnesota«. St. Paul, Minn.: Minnesota Public Radio. Pridobljeno 12. januarja 2010.
5. 1 2 3  »Biografia estesa«. Istituto Matteo Ricci. Arhivirano iz prvotnega spletišča dne 1. maja 2021. Pridobljeno 1. maja 2021.
6. 1 2 3  Brucker, Joseph (1912). »Matteo Ricci«. The Catholic Encyclopedia. Zv. 13: Revelation-Simon Stock. New York: Robert Appleton Company. OCLC 174525342. Pridobljeno 17. avgusta 2017.
7. ↑  Mnogokrat sem bil na potih, v nevarnostih na rekah, v nevarnostih pred razbojniki, v nevarnostih pred rojaki, v nevarnostih pred neverniki, v nevarnostih v mestu, v nevarnostih v samoti, v nevarnostih na morju, v nevarnostih pred lažnivimi brati… (2 Kor 11,26)
8. 1 2  »The Historical Experience of Father Matteo Ricci«. Comitato Celebrazioni Padre Matteo Ricci. 2009. Arhivirano iz prvotnega spletišča dne 24. maja 2021. Pridobljeno 13. maja 2021.
9. ↑  Alessandro Valignano je bil ustanovitelj jezuitskega Zavoda svetega Pavla v Makavu
10. ↑  Gallagher (trans) (1953), pp. 131-132, 137
11. ↑  TANG Kaijian and ZHOU Xiaolei, "Four Issues in the Dissemination
 of Matteo Ricci's World Map during the Ming Dynasty", in STUDIES IN THE HISTORY OF NATURAL SCIENCES, Vol. 34, No. 3 (2015), pp. 294-315. 汤开建 周孝雷 《明代利玛窦世界地图传播史四题》，《自然科学史研究》第34卷，第3期（2015年）：294-315
12. ↑  »Ancient map with China at centre goes on show in US«. BBC News. 12. januar 2010.
13. ↑  »Ricci Memorial Centre«. Oneminuteenglish.com. Arhivirano iz prvotnega spletišča dne 10. aprila 2022. Pridobljeno 14. maja 2014.
14. 1 2  Yves Camus, "Jesuits' Journeys in Chinese Studies" Arhivirano 24 September 2015 na Wayback Machine.
15. ↑  "Dicionário Português-Chinês: 葡汉辞典 (Pu-Han cidian): Portuguese-Chinese dictionary" by Michele Ruggieri, Matteo Ricci; edited by John W. Witek. Published 2001, Biblioteca Nacional. ISBN 972-565-298-3. Partial preview available on Google Books
16. ↑  Gallagher (253), pp. 205-227.
17. ↑  Dehergne, 219.
18. ↑  A. Ender. Die Geschichte der Katholischen Kirche. str. 789.
19. ↑  »The Tomb of Matteo Ricci«. China.org.cn. Pridobljeno 14. maja 2014.
20. ↑  Qin, Danfeng (29. marec 2010). »At last, they rest in peace«. Global Times. Pridobljeno 10. oktobra 2010.
21. ↑  »The first Catholic tomb in China: Jesuit Priest Matteo Ricci«. Bruno Maestrini. 1. januar 2016. Arhivirano iz prvotnega spletišča dne 5. maja 2021. Pridobljeno 9. maja 2021.
22. ↑  Udias, Agustin (1994). »Jesuit Astronomers in Beijing 1601–1805«. Quarterly Journal of the Royal Astronomical Society. 35: 463. Bibcode:1994QJRAS..35..463U.
23. ↑  Needham, Joseph (1958). Chinese astronomy and the Jesuit mission: an encounter of cultures. China Society occasional papers ; no. 10. China Society. OCLC 652232428.
24. ↑  Jocelyn M. N. Marinescu (2008). Defending Christianity in China: The Jesuit Defense of Christianity in the "Lettres Edifiantes Et Curieuses" & "Ruijianlu" in Relation to the Yongzheng Proscription of 1724. str. 29, 33, 136, 240, 265. ISBN 978-0-549-59712-4. Pridobljeno 20. februarja 2013.[mrtva povezava]
25. ↑  George Minamiki (1985). The Chinese rites controversy: from its beginning to modern times. Loyola University Press. ISBN 978-0-8294-0457-9. Pridobljeno 20. februarja 2013.
26. ↑  Stephen Neill (1964). History of Christian Missions. Penguin Books. Pridobljeno 20. februarja 2013.
27. ↑  Don Alvin Pittman (2001). Toward a Modern Chinese Buddhism: Taixu's Reforms. University of Hawaii Press. str. 35–36. ISBN 978-0-8248-2231-6. Pridobljeno 4. marca 2013.
28. ↑  Jesus in history, thought, and culture. 2. K - Z. ABC-CLIO. 2003. str. 170. ISBN 978-1-57607-856-3. Pridobljeno 4. marca 2013. ... an Edict of Toleration, elevating Christiainity to the same status as Buddhism and Daoism.
29. ↑  »Storia della missione 6/Matteo Ricci, un gesuita a Pechino«. Fondazione Missio. Pridobljeno 9. maja 2021.
30. ↑  C 17. Sveti Avguštin: De civitate Dei 19, 17: PL 41, 646. Navodilo Družbe za širjenje vere: Collectanea I, št. 135, str. 42.
31. ↑  Po Origenovem nauku je treba oznanjati evangelij pred koncem tega sveta: Hom. in Lucam, XXI: GCS, Orig. IX 136, 21s. Sveti Tomaž Akvinski: Summa Theol. 1-2q. 106 a. 4 ad 4.
32. ↑  M 9, 2.
33. ↑  1 Tim 2,13
34. ↑  »Michele Ferrero: Motivation to Act in Confucianism and Christianity. In Matteo Ricci's The True Meaning of the Lord of Heaven (Tianzhu Shiyi 天主實義)«. Front. Philos. China ›› 2019, Vol. 14 ›› Issue (2) : 226-247. DOI: 10.3868/s030-008-019-0014-4. 2019. Pridobljeno 19. maja 2021.
35. ↑  »Giuliano Mori: Natural theology and ancient theology in the Jesuit China mission«. Taylor and Francis. 5. september 2019. Pridobljeno 19. maja 2021.